# 皮棘可哥鮋
皮棘可哥鮋為輻鰭魚綱鮋形目鮋亞目絨皮鮋科的其中一種，為熱帶海水魚，分布於印度太平洋塞席爾群島至東印度群島海域，棲息深度10-30公尺，體長可達5.1公分，棲息在礫石底質底層水域，生活習性不明。

## 扩展阅读
維基物種上的相關：皮棘可哥鮋